# Hartford Whalers
Hartford Whalers byl profesionální americký klub ledního hokeje, který sídlil v Hartfordu ve státě Connecticut. V letech 1979–1997 působil v profesionální soutěži National Hockey League. Whalers hráli ve své poslední sezóně v Severovýchodní divizi v rámci Východní konference. Své domácí zápasy odehrával v hale Hartford Civic Center s kapacitou 14 750 diváků. Klubové barvy byly námořnická modř, zelená, stříbrná a bílá.
V letech 1972–1979 pod názvem New England Whalers účastníkem World Hockey Association (WHA), od roku 1979 pak v NHL. V roce 1997 se tým stěhuje do Raleigh v Severní Karolíně, kde vznikl nový klub Carolina Hurricanes. Klub za svoji historii vystřídal pět stadionů: Boston Arena, Boston Garden, The Big E Coliseum, Springfield Civic Center a Hartford Civic Center.

## Úspěchy
- Vítěz Avco World Trophy ( 1× )
  - 1972/73

## Historické názvy
Zdroj: 
- 1972 – New England Whalers
- 1979 – Hartford Whalers

## Umístění v jednotlivých sezonách
Stručný přehled
Zdroj: 
- 1972–1977: World Hockey Association (Východní divize)
- 1977–1979: World Hockey Association
- 1979–1981: National Hockey League (Norrisova divize)
- 1981–1993: National Hockey League (Adamsova divize)
- 1993–1997: National Hockey League (Severovýchodní divize)

Jednotlivé ročníky
Zdroj: 
Legenda: Z - zápasy, V - výhry, VP - výhry v prodloužení, R - remízy, P - porážky, PP - porážky v prodloužení, VG - vstřelené góly, OG - obdržené góly, +/- - rozdíl skóre, B - body, KPW - Konference Prince z Walesu, CK - Campbellova konference, ZK - Západní konference, VK - Východní konference, fialové podbarvení - reorganizace, změna skupiny či soutěže
| USA / Kanada (1972 – 1997) |                             |        |    |    |    |    |    |    |     |     |      |    |        |                 |
| Sezóny                     | Liga                        | Úroveň | Z  | V  | VP | R  | PP | P  | VG  | OG  | +/-  | B  | Pozice | Play-off        |
| 1972/73                    | WHA (Východní divize)       | –      | 78 | 46 | –  | 2  | –  | 30 | 318 | 263 | +55  | 94 | 1.     | Vítěz           |
| 1973/74                    | WHA (Východní divize)       | –      | 78 | 43 | –  | 4  | –  | 31 | 291 | 260 | +31  | 90 | 1.     | Čtvrtfinále     |
| 1974/75                    | WHA (Východní divize)       | –      | 78 | 43 | –  | 5  | –  | 30 | 274 | 279 | -5   | 91 | 1.     | Čtvrtfinále     |
| 1975/76                    | WHA (Východní divize)       | –      | 80 | 33 | –  | 7  | –  | 40 | 255 | 290 | -35  | 73 | 3.     | Semifinále      |
| 1976/77                    | WHA (Východní divize)       | –      | 81 | 35 | –  | 6  | –  | 40 | 275 | 290 | -15  | 76 | 4.     | Čtvrtfinále     |
| 1977/78                    | WHA                         | –      | 80 | 44 | –  | 5  | –  | 31 | 335 | 269 | +66  | 93 | 2.     | Finále          |
| 1978/79                    | WHA                         | –      | 80 | 37 | –  | 9  | –  | 34 | 298 | 287 | +11  | 83 | 4.     | Semifinále      |
| 1979/80                    | NHL (Norrisova divize)      | 1      | 80 | 27 | –  | 19 | –  | 34 | 303 | 312 | -9   | 73 | 4.     | Osmifinále      |
| 1980/81                    | NHL (Norrisova divize)      | 1      | 80 | 21 | –  | 18 | –  | 41 | 292 | 372 | -80  | 60 | 5.     | Ne              |
| 1981/82                    | NHL (Adamsova divize)       | 1      | 80 | 21 | –  | 18 | –  | 41 | 264 | 351 | -87  | 60 | 5.     | Ne              |
| 1982/83                    | NHL (Adamsova divize)       | 1      | 80 | 19 | –  | 7  | –  | 54 | 261 | 403 | -142 | 45 | 5.     | Ne              |
| 1983/84                    | NHL (Adamsova divize)       | 1      | 80 | 28 | –  | 10 | –  | 42 | 288 | 320 | -32  | 66 | 5.     | Ne              |
| 1984/85                    | NHL (Adamsova divize)       | 1      | 80 | 30 | –  | 9  | –  | 41 | 268 | 318 | -50  | 69 | 5.     | Ne              |
| 1985/86                    | NHL (Adamsova divize)       | 1      | 80 | 40 | –  | 4  | –  | 36 | 332 | 302 | +30  | 84 | 4.     | Semifinále KPW  |
| 1986/87                    | NHL (Adamsova divize)       | 1      | 80 | 43 | –  | 7  | –  | 30 | 287 | 270 | +17  | 93 | 1.     | Čtvrtfinále KPW |
| 1987/88                    | NHL (Adamsova divize)       | 1      | 80 | 35 | –  | 7  | –  | 38 | 249 | 267 | -18  | 77 | 4.     | Čtvrtfinále KPW |
| 1988/89                    | NHL (Adamsova divize)       | 1      | 80 | 37 | –  | 5  | –  | 38 | 299 | 290 | +9   | 79 | 4.     | Čtvrtfinále KPW |
| 1989/90                    | NHL (Adamsova divize)       | 1      | 80 | 38 | –  | 9  | –  | 33 | 275 | 268 | +7   | 85 | 4.     | Čtvrtfinále KPW |
| 1990/91                    | NHL (Adamsova divize)       | 1      | 80 | 31 | –  | 11 | –  | 38 | 238 | 276 | -38  | 73 | 4.     | Čtvrtfinále KPW |
| 1991/92                    | NHL (Adamsova divize)       | 1      | 80 | 26 | –  | 13 | –  | 41 | 247 | 283 | -36  | 65 | 4.     | Čtvrtfinále KPW |
| 1992/93                    | NHL (Adamsova divize)       | 1      | 84 | 26 | –  | 6  | –  | 52 | 284 | 369 | -85  | 58 | 5.     | Ne              |
| 1993/94                    | NHL (Severovýchodní divize) | 1      | 84 | 27 | –  | 9  | –  | 48 | 227 | 288 | -61  | 63 | 6.     | Ne              |
| 1994/95                    | NHL (Severovýchodní divize) | 1      | 48 | 19 | –  | 5  | –  | 24 | 127 | 141 | -14  | 43 | 5.     | Ne              |
| 1995/96                    | NHL (Severovýchodní divize) | 1      | 80 | 34 | –  | 9  | –  | 39 | 237 | 259 | -22  | 77 | 4.     | Ne              |
| 1996/97                    | NHL (Severovýchodní divize) | 1      | 80 | 32 | –  | 11 | –  | 39 | 226 | 256 | -30  | 75 | 5.     | Ne              |

### Přehled kapitánů a trenérů v jednotlivých sezónách
Zdroj: 
| Sezóna    | Kapitán          | Hlavní trenér |
| --------- | ---------------- | ------------- |
| 1979/1980 | Rick Ley         | Don Blackburn |
| 1980/1981 | Mike Rogers      | Don Blackburn |
| 1981/1982 | Dave Keon        | John Cunniff  |
| 1982/1983 | Russ Anderson    | John Cunniff  |
| 1983/1984 | Mark Johnson     | Jack Evans    |
| 1984/1985 | Mark Johnson     | Jack Evans    |
| 1985/1986 | Ron Francis      | Jack Evans    |
| 1986/1987 | Ron Francis      | Jack Evans    |
| 1987/1988 | Ron Francis      | Jack Evans    |
| 1988/1989 | Ron Francis      | Larry Pleau   |
| 1989/1990 | Ron Francis      | Rick Ley      |
| 1990/1991 | Randy Ladouceur  | Rick Ley      |
| 1991/1992 | Pat Verbeek      | Jimmy Roberts |
| 1992/1993 | Pat Verbeek      | Paul Holmgren |
| 1993/1994 | Pat Verbeek      | Paul Holmgren |
| 1994/1995 | Pat Verbeek      | Paul Holmgren |
| 1995/1996 | Brendan Shanahan | Paul Holmgren |
| 1996/1997 | Kevin Dineen     | Paul Maurice  |